# Hoya aurigueana
Hoya aurigueana är en oleanderväxtart som beskrevs av Kloppenb., Siar och Cajano. Hoya aurigueana ingår i släktet Hoya och familjen oleanderväxter. Inga underarter finns listade i Catalogue of Life.